# 普亞特尼恰內 (斯特雷區)
49°22′12″N 23°56′6″E / 49.37000°N 23.93500°E

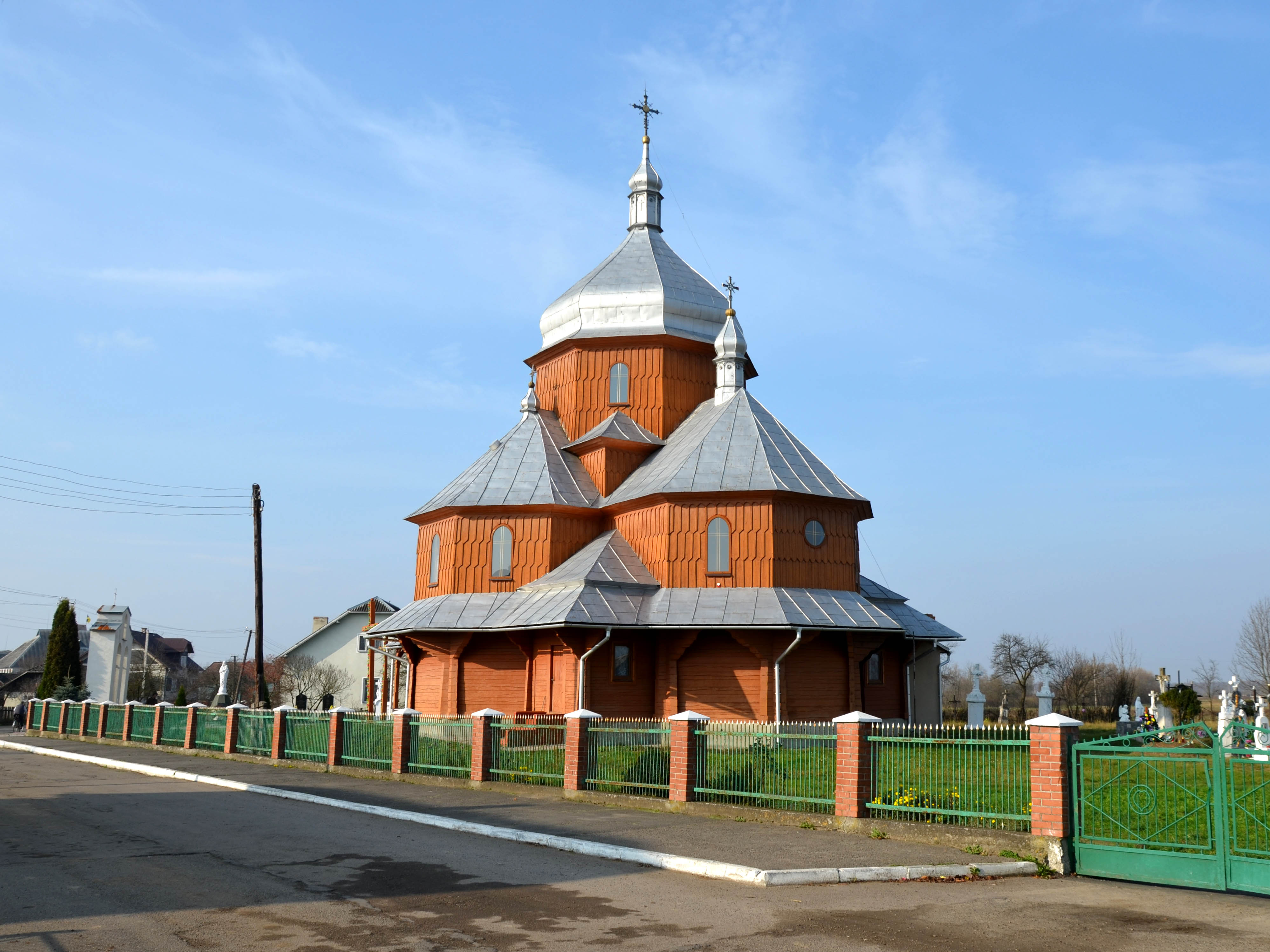
教堂

普亞特尼恰内（烏克蘭語：П'ятничани），是烏克蘭的村落，位於該國西部利沃夫州，由斯特雷區斯特雷市鎮負責管轄，始建於1485年，面積18平方公里，海拔高度264米，2024年人口≈800，人口密度每平方公里50.5人。